# 신평로 (원주시)
신평로(Sinpyeong-ro)는 강원특별자치도 원주시 지정면에 있는 원주시도로, 총 연장은 2.042 km이다. 도로의 명칭이 유래된 것은 행정구역명인 신평리를 반영한 것에서 유래되었다.

## 역사
- 2014년 10월 2일 : 도로명으로 신평로를 고시

## 주요 경유지
- 원주시
  - 지정면 (신평리 - 가곡리)

## 접촉하는 도로
- 기업도시로
- 신지정로 (2회씩 교차함)

## 주요 건물 및 시설
- 쉬크 공장 (신평로 12/신평리 1079)
- 비알팜 공장 (신평로 13/신평리 1062)
- 진양제약 GMP공장 (신평로 34/신평리 1083)